# سيد روزنبرغ
سيد روزنبرغ (بالإنجليزية: Sid Rosenberg)‏ هو مقدم برامج إذاعية وصحفي أمريكي، ولد في 19 أبريل 1967 في بروكلين في الولايات المتحدة.